# Оксид-иодид диспрозия(III)
Оксид-иодид диспрозия(III) — неорганическое соединение, 
оксосоль диспрозия и иодистоводородной кислоты с формулой DyOI,
кристаллы.

## Получение
- Окисление иодида диспрозия(II) при нагревании на воздухе:

{\displaystyle {\mathsf {2DyI_{2}+O_{2}\ {\xrightarrow {T}}\ 2DyOI+I_{2}}}}
от иода продукт очищают длительным нагреванием до 200 °С в вакууме.

## Физические свойства
Оксид-иодид диспрозия(III) образует сильно гигроскопичные кристаллы.